# La pupa e il secchione
La pupa e il secchione è stato un programma televisivo italiano di genere reality, andato in onda in prima serata su Italia 1 dal 7 settembre 2006 al 10 maggio 2024.
La prima edizione del 2006 è stata condotta da Enrico Papi con Federica Panicucci, la seconda edizione del 2010 è stata condotta sempre da Papi con Paola Barale, la terza edizione del 2020 da Paolo Ruffini con Francesca Cipriani, la quarta edizione del 2021 da Andrea Pucci con Francesca Cipriani, la quinta edizione del 2022 è stata condotta da Barbara D'Urso, mentre la sesta edizione del 2024 ha visto il ritorno alla conduzione di Enrico Papi.
È la versione italiana del reality show Beauty and the Geek, trasmesso per la prima volta dal canale The WB negli Stati Uniti d'America nel 2005. È stato definito dagli autori come un "esperimento sociale"; la versione statunitense è prodotta da Ashton Kutcher e Nick Santora.

## Il programma

### Storia del programma e format
Venne trasmesso per la prima volta dal canale The WB negli Stati Uniti nel 2005. Nel febbraio 2006 ha debuttato in Inghilterra sul canale E4. Il format della Fox, acquistato in Italia dalla Endemol Shine Italy, lo show accoppia delle "pupe", ovvero donne fisicamente molto attraenti e più o meno corrispondenti allo stereotipo di persone che solitamente non curano la propria cultura (ma hanno comunque certi interessi), con dei "secchioni", uomini intelligenti e studiosi, con un titolo di studio qualificato e/o con interessi prevalentemente intellettuali ma generalmente poco portati per la vita sociale, mettendo alla prova gli uni nei campi più consoni agli altri nel tentativo di spingerli a condividere le proprie conoscenze. Le pupe proveranno a studiare materie accademiche ed a cimentarsi in attività tecniche, come costruire un razzo o riparare una automobile, mentre i secchioni dovranno migliorare le loro capacità sociali e la loro forma fisica. Le coppie sono ospitate in una grande villa che fa da set per lo show.
Il motore comico del programma è chiaramente la quasi totale mancanza di sintonia tra i due membri di ogni coppia, causata dalle priorità radicalmente diverse che le pupe ed i secchioni avrebbero per le proprie vite, che stride con la necessità dei concorrenti di collaborare per raggiungere un risultato comune. I presentatori poi hanno buon gioco a scherzare sui concorrenti, attingendo più o meno velatamente ai due stereotipi che danno il nome al programma. Il format statunitense risulta quindi totalmente stravolto, giocando più su tali stereotipi che nell'effettiva mutua crescita delle coppie in gara.
Successivamente il programma è stato cancellato dai palinsesti Mediaset per la stagione 2022-2023.
Durante la presentazione dei palinsesti Mediaset per l'annata 2023-2024 è stata annunciata la sesta edizione, andata in onda dal 10 aprile al 10 maggio 2024 con il ritorno alla conduzione di Enrico Papi.

## Cast
Legenda
     Presidente di giuria
     Giudice
     Ospite speciale
     Conduzione
     Co-Conduzione

### Conduzione
| Conduzione         | Edizione | Edizione | Edizione | Edizione | Edizione | Edizione | Totale |
| Conduzione         | 1ª       | 2ª       | 3ª       | 4ª       | 5ª       | 6ª       | Totale |
| ------------------ | -------- | -------- | -------- | -------- | -------- | -------- | ------ |
| Enrico Papi        |          |          |          |          |          |          | 3      |
| Federica Panicucci |          |          |          |          |          |          | 1      |
| Paola Barale       |          |          |          |          |          |          | 1      |
| Francesca Cipriani |          |          |          |          |          |          | 2      |
| Paolo Ruffini      |          |          |          |          | 1        |          |        |
| Andrea Pucci       |          |          |          |          | 1        |          |        |
| Barbara D'Urso     |          |          |          |          | 1        |          |        |

### Giuria
| Personaggio              | Edizione | Edizione | Edizione | Edizione | Edizione | Edizione | Totale |
| Personaggio              | 1ª       | 2ª       | 3ª       | 4ª       | 5ª       | 6ª       | Totale |
| ------------------------ | -------- | -------- | -------- | -------- | -------- | -------- | ------ |
| Vittorio Sgarbi          |          |          |          |          |          |          | 2      |
| Alba Parietti            |          | 1        |          |          |          |          |        |
| Alessandra Mussolini     |          | 1        |          |          |          |          |        |
| Platinette               |          |          |          |          |          |          | 2      |
| Gianluca Nicoletti       |          |          |          |          |          | 1        |        |
| Maria Monsè              |          |          |          |          |          | 1        |        |
| Andrea G. Pinketts       |          |          |          |          |          | 1        |        |
| Angela Sozio             |          |          |          |          |          | 1        |        |
| Claudio Sabelli Fioretti |          |          |          |          |          | 1        |        |
| Antonella Elia           |          |          |          |          |          | 1        |        |
| Federico Fashion Style   |          |          |          |          |          | 1        |        |
| Soleil Sorge             |          |          |          |          |          | 1        |        |
| Paola Barale             |          |          |          |          |          | 1        |        |
| Aldo Montano             |          |          |          |          |          | 1        |        |
| Candida Morvillo         |          |          |          |          |          | 1        |        |

### Ospiti / Giurati speciali
| Personaggio             | Edizione | Edizione | Totale |
| Personaggio             | 3ª       | 4ª       | Totale |
| ----------------------- | -------- | -------- | ------ |
| Alba Parietti           |          |          | 1      |
| Alessandro Cecchi Paone |          |          | 1      |
| Barbara Alberti         |          |          | 1      |
| Aldo Busi               |          |          | 1      |
| Roberto Giacobbo        |          | 2        |        |
| Giulia Salemi           |          | 2        |        |
| Vladimir Luxuria        |          | 1        |        |
| Iva Zanicchi            |          | 1        |        |
| Francesca Barra         |          | 1        |        |
| Carmelo Abbate          |          | 1        |        |
| Jo Squillo              |          | 1        |        |
| Cristiano Malgioglio    |          | 1        |        |
| Natalia Titova          |          | 1        |        |
| Diego Dalla Palma       |          | 1        |        |

## Location

### Villa
| Location                                             | Edizioni | Edizioni | Edizioni | Edizioni | Edizioni | Edizioni | Totale |
| Location                                             | 1ª       | 2ª       | 3ª       | 4ª       | 5ª       | 6ª       | Totale |
| ---------------------------------------------------- | -------- | -------- | -------- | -------- | -------- | -------- | ------ |
| Villa La Motta di Travedona Monate                   |          |          |          |          |          |          | 1      |
| Villa Cornetti, Colle Fiorito di Guidonia Montecelio |          |          |          |          |          |          | 1      |
| Domus Borghese, Roma                                 |          |          |          |          |          |          | 2      |
| La Cucina Sabina Villa & Resort, Roma                |          |          |          |          |          |          | 1      |
| Tenuta Sant'Antonio, Guidonia Montecelio             |          |          |          |          |          |          | 1      |

### Studio
| Location                                                       | Edizioni | Edizioni | Edizioni | Edizioni | Edizioni | Edizioni | Totale |
| Location                                                       | 1ª       | 2ª       | 3ª       | 4ª       | 5ª       | 6ª       | Totale |
| -------------------------------------------------------------- | -------- | -------- | -------- | -------- | -------- | -------- | ------ |
| Studio 11 del Centro di produzione Mediaset di Cologno Monzese |          |          |          |          |          |          | 1      |
| Teatro 5 di Cinecittà                                          |          |          |          |          |          |          | 1      |
| Studio 1 del Centro Titanus Elios, Roma                        |          |          |          |          |          |          | 1      |
| Teatro 7 degli Studios, Roma                                   |          |          |          |          |          |          | 1      |

## Edizioni
| Edizione | Titolo del programma                | Conduzione     | Conduzione         | Periodo          | Periodo          | Puntate | Giuria           | Giuria               | Giuria                   | Giuria                   | Giuria                   | Giuria           | Giuria             | Concorrenti | Montepremi              | Vincitori            | Vincitori            |
| Edizione | Titolo del programma                | Conduzione     | Conduzione         | Inizio           | Fine             | Puntate | Giuria           | Giuria               | Giuria                   | Giuria                   | Giuria                   | Giuria           | Giuria             | Concorrenti | Montepremi              | Pupa/o               | Secchione/a          |
| -------- | ----------------------------------- | -------------- | ------------------ | ---------------- | ---------------- | ------- | ---------------- | -------------------- | ------------------------ | ------------------------ | ------------------------ | ---------------- | ------------------ | ----------- | ----------------------- | -------------------- | -------------------- |
| 1ª       | La pupa e il secchione              | Enrico Papi    | Federica Panicucci | 7 settembre 2006 | 23 ottobre 2006  | 8       | Platinette       | Alessandra Mussolini | Vittorio Sgarbi          | Vittorio Sgarbi          | Andrea G. Pinketts       | Maria Monsè      | Gianluca Nicoletti | 17          | 200000 €                | Rosy Dilettuso       | Alessandro Sala      |
| 2ª       | La pupa e il secchione - Il ritorno | Enrico Papi    | Paola Barale       | 18 aprile 2010   | 7 giugno 2010    | 8       | Platinette       | Alba Parietti        | Claudio Sabelli Fioretti | Claudio Sabelli Fioretti | Claudio Sabelli Fioretti | Angela Sozio     | Angela Sozio       | 18          | 1,8 kg di gettoni d'oro | Francesca Cipriani   | Federico Bianco      |
| 3ª       | La pupa e il secchione e viceversa  | Paolo Ruffini  | Francesca Cipriani | 7 gennaio 2020   | 18 febbraio 2020 | 6       | Barbara Alberti  | Alba Parietti        | Alessandro Cecchi Paone  | Aldo Busi                | Roberto Giacobbo         | Giulia Salemi    | Giulia Salemi      | 18          | 20000 €                 | Stefano Beacco       | Maria Assunta Scalzi |
| 4ª       | La pupa e il secchione e viceversa  | Andrea Pucci   | Francesca Cipriani | 21 gennaio 2021  | 25 febbraio 2021 | 6       | Vladimir Luxuria | Iva Zanicchi         | Carmelo Abbate           | Carmelo Abbate           | Roberto Giacobbo         | Giulia Salemi    | Giulia Salemi      | 18          | 20000 €                 | Miryea Stabile       | Luca Marini          |
| 4ª       | La pupa e il secchione e viceversa  | Andrea Pucci   | Francesca Cipriani | 21 gennaio 2021  | 25 febbraio 2021 | 6       | Francesca Barra  | Francesca Barra      | Diego Dalla Palma        | Diego Dalla Palma        | Cristiano Malgioglio     | Natalia Titova   | Jo Squillo         | 18          | 20000 €                 | Miryea Stabile       | Luca Marini          |
| 5ª       | La pupa e il secchione Show         | Barbara D'Urso | Barbara D'Urso     | 15 marzo 2022    | 3 maggio 2022    | 8       | Antonella Elia   | Antonella Elia       | Federico Fashion Style   | Federico Fashion Style   | Federico Fashion Style   | Soleil Sorge     | Soleil Sorge       | 24          | 20000 €                 | Maria Laura De Vitis | Edoardo Baietti      |
| 6ª       | La pupa e il secchione              | Enrico Papi    | Enrico Papi        | 10 aprile 2024   | 10 maggio 2024   | 6       | Paola Barale     | Paola Barale         | Aldo Montano             | Aldo Montano             | Aldo Montano             | Candida Morvillo | Candida Morvillo   | 19          | 20000 €                 | Federica Della Volpe | Simone Candido       |

## Concorrenti

### La pupa e il secchione 1(2006)
La prima edizione de La pupa e il secchione è andata in onda dal 7 settembre al 23 ottobre 2006 dalla Villa La Motta di Travedona Monate ed è stata presentata dallo studio 11 del Centro di produzione Mediaset di Cologno Monzese, con la conduzione di Enrico Papi e con la partecipazione di Federica Panicucci, affiancata dalla giuria composta da Platinette, Alessandra Mussolini, Vittorio Sgarbi, Andrea G. Pinketts, Gianluca Nicoletti e Maria Monsè.
I 16 concorrenti sono rimasti per otto settimane nella villa, e la coppia formata da Rosy Dilettuso e Alessandro Sala vinsero il montepremi finale di 200 000 euro.
Coppie
| Le Pupe                  | Le Pupe | Le Pupe     | Le Pupe          | Le Pupe              |
| Nome                     | Età     | Professione | Luogo di nascita | Stato                |
| ------------------------ | ------- | ----------- | ---------------- | -------------------- |
| Rosy Dilettuso           | 29 anni |             | Bitonto          | Vincitrice           |
| Ilaria Gabrielli         | 23 anni |             | Massafra         | Seconda classificata |
| Silvia Abbate            | 22 anni |             | Milano           | Terza classificata   |
| Nora Amile               | 27 anni |             | Casablanca       | Eliminata            |
| Elisa Della Valentina    | 20 anni |             | Roma             | Eliminata            |
| Loredana D'Amato         | 21 anni |             | Barletta         | Eliminata            |
| Mary Carbone             | 26 anni |             | Mesagne          | Eliminata            |
| Amalia Roseti            | 22 anni |             | Milano           | Eliminata            |
| I Secchioni              |         |             |                  |                      |
| Nome                     | Età     | Professione | Luogo di nascita | Stato                |
| Alessandro Sala          | 24 anni |             | Trieste          | Vincitore            |
| Omar Monti               | 31 anni |             | Firenze          | Secondo classificato |
| Daniele Durante          | 27 anni |             | Milano           | Terzo classificato   |
| Fabio Spinò              | 22 anni |             | Erice            | Terzo classificato   |
| Giuseppe Congedo         | 24 anni |             | Lecce            | Eliminato            |
| Dario Del Monte          | 23 anni |             | Rho              | Eliminato            |
| Francesco Pace           | 26 anni |             | Roma             | Eliminato            |
| Alessandro Rampinelli    | 30 anni |             | Brescia          | Eliminato            |
| Tommaso Accinelli Fasoli | 22 anni |             | Lodi             | Eliminato            |

### La pupa e il secchione 2(2010)
La seconda edizione de La pupa e il secchione (dal titolo La pupa e il secchione - Il ritorno) è andata in onda dal 18 aprile al 7 giugno 2010 dalla Villa Cornetti, Colle Fiorito di Guidonia Montecelio ed è stata presentata dal teatro 5 di Cinecittà di Roma, con la conduzione di Enrico Papi e con la partecipazione di Paola Barale, affiancata dalla giuria composta da Platinette, Alba Parietti, Vittorio Sgarbi, Claudio Sabelli Fioretti e Angela Sozio.
I 18 concorrenti sono rimasti per otto settimane nella villa, e la coppia formata da Francesca Cipriani e Federico Bianco Scalzi vinsero il montepremi finale di 1,8 kg in gettoni d’oro.
Coppie
| Le Pupe                   | Le Pupe | Le Pupe                                                                                       | Le Pupe          | Le Pupe              |
| Nome                      | Età     | Professione                                                                                   | Luogo di nascita | Stato                |
| ------------------------- | ------- | --------------------------------------------------------------------------------------------- | ---------------- | -------------------- |
| Francesca Cipriani        | 26 anni | Showgirl                                                                                      | Popoli           | Vincitrice           |
| Elena Morali              | 20 anni | Modella                                                                                       | Ponte San Pietro | Seconda classificata |
| Pasqualina Sanna          | 19 anni | Fotomodella, organizzatrice sfilate di moda                                                   | Napoli           | Terza classificata   |
| Francesca Lukasik         | 23 anni | Modella                                                                                       | Schio            | Eliminata            |
| Monica Ricchetti          | 23 anni | Ragazza immagine                                                                              | Reggio Emilia    | Eliminata            |
| Florina "Flo" Marincea    | 26 anni | Apprendista stilista                                                                          | Bucarest         | Eliminata            |
| Ludovica Leoni            | 28 anni | Ragazza immagine, modella                                                                     | Tivoli           | Eliminata            |
| Marysthell García Polanco | 29 anni | Modella                                                                                       | Nagua            | Eliminata            |
| Maria Teresa Lombardo     | 20 anni | Animatrice nei villaggi turistici, cubista, ragazza immagine, modella, coniglietta di Playboy | Torino           | Eliminata            |
| I Secchioni               |         |                                                                                               |                  |                      |
| Nome                      | Età     | Professione                                                                                   | Luogo di nascita | Stato                |
| Federico Bianco           | 26 anni | Studente                                                                                      | Asti             | Vincitore            |
| Fulvio De Giovanni        | 27 anni | Manager                                                                                       | Caserta          | Secondo classificato |
| Luca Tassinari            | 25 anni | Studente                                                                                      | Udine            | Terzo classificato   |
| Roberto Cavazzoni         | 33 anni | Ricercatore elettronico, inventore indipendente                                               | Guastalla        | Eliminato            |
| Luca Garagozzo            | 29 anni | Chimico analista, ricercatore                                                                 | Bologna          | Eliminato            |
| Valerio De Camillis       | 27 anni | Programmatore di servizi su web                                                               | Campobasso       | Eliminato            |
| Andrea Corteggi           | 25 anni | Industrial Designer                                                                           | Terni            | Eliminato            |
| Francesco Cevaro          | 28 anni | Disoccupato                                                                                   | Bologna          | Eliminato            |
| Federico Bianco           | 26 anni | Software Engineer                                                                             | Asti             | Eliminato            |

### La pupa e il secchione 3(2020)
La terza edizione de La pupa e il secchione (dal titolo La pupa e il secchione e viceversa) è andata in onda dal 7 gennaio al 18 febbraio 2020 dal Domus Borghese a Roma, con la conduzione di Paolo Ruffini e con la partecipazione di Francesca Cipriani.
I 18 concorrenti sono rimasti per sei settimane nella villa, e la coppia formata da Stefano Beacco e Maria Assunta Scalzi vinsero il montepremi finale di 20 000 euro.
Le pupe e i secchioni
| Le Pupe                     | Le Pupe | Le Pupe                           | Le Pupe          | Le Pupe              |
| Nome                        | Età     | Professione                       | Luogo di nascita | Stato                |
| --------------------------- | ------- | --------------------------------- | ---------------- | -------------------- |
| Stella Manente              | 27 anni | Modella                           | Mestre           | Seconda classificata |
| Marina Evangelista          | 26 anni | Ballerina                         | Palmi            | Terza classificata   |
| Angelica Preziosi           | 27 anni | Fotomodella                       | Roma             | Eliminata            |
| Carlotta Cocina             | 24 anni | Modella                           | Roma             | Espulsa              |
| Martina Di Maria            | 24 anni | Ragazza immagine                  | Roma             | Eliminata            |
| Martina Fusco               | 18 anni | Indossatrice                      | Napoli           | Eliminata            |
| I Secchioni                 |         |                                   |                  |                      |
| Nome                        | Età     | Professione                       | Luogo di nascita | Stato                |
| Alessandro Santagati        | 32 anni | Maestro di scacchi                | Catania          | Secondo classificato |
| Dario Massa                 | 26 anni | Game designer                     | Napoli           | Terzo classificato   |
| Giovanni Boni               | 18 anni | Studente                          | Napoli           | Eliminato            |
| Giovanni Tobia De Benedetti | 23 anni | Latinista                         | Imperia          | Espulso              |
| Lorenzo De Lauretis         | 28 anni | Il più intelligente d'Italia 2018 | L'Aquila         | Eliminato            |
| Raffaello Mazzoni           | 30 anni | Ricercatore medico                | Bologna          | Eliminato            |

I pupi e le secchione (I Viceversa)
| I Pupi                  | I Pupi  | I Pupi                        | I Pupi           | I Pupi     |
| Nome                    | Età     | Professione                   | Luogo di nascita | Stato      |
| ----------------------- | ------- | ----------------------------- | ---------------- | ---------- |
| Stefano Beacco          | 26 anni | Spogliarellista               | Milano           | Vincitore  |
| Mariano Catanzaro       | 26 anni | Ex tronista di Uomini e donne | Napoli           | Eliminato  |
| Marco Sarra             | 26 anni | Modello                       | Novara           | Eliminato  |
| Le Secchione            |         |                               |                  |            |
| Nome                    | Età     | Professione                   | Luogo di nascita | Stato      |
| Maria Assunta Scalzi    | 25 anni | Filologa                      | Crotone          | Vincitrice |
| Florencia Lourdes Genna | 34 anni | Professoressa di matematica   | San Martín       | Eliminata  |
| Sandra Maestri          | 34 anni | Agronoma                      | Codigoro         | Eliminata  |

### La pupa e il secchione 4(2021)
La quarta edizione de La pupa e il secchione (dal titolo La pupa e il secchione e viceversa) è andata in onda dal 21 gennaio al 25 febbraio 2021 dalla La Cucina Sabina Villa & Resort a Roma, con la conduzione di Andrea Pucci e con la partecipazione di Francesca Cipriani.
I 18 concorrenti sono rimasti per sei settimane nella villa, e la coppia formata da Miryea Stabile e Luca Marini vinsero il montepremi finale di 20 000 euro.
Le pupe e i secchioni
| Le Pupe            | Le Pupe | Le Pupe                  | Le Pupe           | Le Pupe              |
| Nome               | Età     | Professione              | Luogo di nascita  | Stato                |
| ------------------ | ------- | ------------------------ | ----------------- | -------------------- |
| Miryea Stabile     | 22 anni | Ballerina, influencer    | Brescia           | Vincitrice           |
| Stephanie Bellarte | 19 anni | Modella, indossatrice    | Bereguardo        | Seconda classificata |
| Linda Taddei       | 20 anni | Modella                  | Jolanda di Savoia | Terza classificata   |
| Jessica Bucci      | 25 anni | Modella                  | Avezzano          | Eliminata            |
| Laura Antonelli    | 19 anni | Influencer, beauty queen | Pomezia           | Eliminata            |
| I Secchioni        |         |                          |                   |                      |
| Nome               | Età     | Professione              | Luogo di nascita  | Stato                |
| Luca Marini        | 20 anni | Ingegnere e ballerino    | Bologna           | Vincitore            |
| Alessio Guidi      | 20 anni | Studente di Marketing    | Prato             | Secondo classificato |
| Matteo Pisano      | 24 anni | Ricercatore di fisica    | Dego              | Terzo classificato   |
| Alberto Bartozzi   | 29 anni | Esperto di logica        | Senigallia        | Eliminato            |
| Andrea De Santis   | 23 anni | Studioso di storia       | Castrovillari     | Eliminato            |

I pupi e le secchione (I Viceversa)
| I Pupi           | I Pupi  | I Pupi                       | I Pupi           | I Pupi    |
| Nome             | Età     | Professione                  | Luogo di nascita | Stato     |
| ---------------- | ------- | ---------------------------- | ---------------- | --------- |
| Gianluca Tornese | 28 anni | Imprenditore                 | Napoli           | Eliminato |
| Manuel Amati     | 25 anni | Panettiere e spogliarellista | Brindisi         | Eliminato |
| Matteo Diamante  | 31 anni | Organizzatore di eventi      | Genova           | Eliminato |
| Mattia Garufi    | 24 anni | Modello e P.R.               | Milano           | Eliminato |
| Le Secchione     |         |                              |                  |           |
| Nome             | Età     | Professione                  | Luogo di nascita | Stato     |
| Giulia Paolella  | 21 anni | Ingegnera civile             | Cassino          | Eliminata |
| Giulia Orazi     | 27 anni | Veterinaria                  | Perugia          | Eliminata |
| Sara Hafdaoui    | 24 anni | Specializzata in medicina    | Udine            | Eliminata |
| Silvia Gandini   | 28 anni | Laureata in Scienze motorie  | Varese           | Eliminata |

### La pupa e il secchione 5(2022)
La quinta edizione de La pupa e il secchione (dal titolo La pupa e il secchione Show) è andata in onda dal 15 marzo al 3 maggio 2022 dalla tenuta Sant'Antonio a Guidonia Montecelio ed è stata presentata dallo studio 1 del Centro Titanus Elios di Roma, con la conduzione di Barbara D'Urso, affiancata dalla giuria composta da Antonella Elia, Federico Fashion Style e Soleil Sorge.
I 24 concorrenti sono rimasti per otto settimane nella villa, e la coppia formata da Maria Laura De Vitis ed Edoardo Baietti vinsero il montepremi finale di 20 000 euro.
Le pupe e i secchioni
| Le Pupe              | Le Pupe | Le Pupe                                                                      | Le Pupe                 | Le Pupe              |
| Nome                 | Età     | Professione                                                                  | Luogo di nascita        | Stato                |
| -------------------- | ------- | ---------------------------------------------------------------------------- | ----------------------- | -------------------- |
| Maria Laura De Vitis | 23 anni | Personaggio TV, modella e influencer                                         | Reggio Emilia           | Vincitrice           |
| Emy Buono            | 23 anni | Cubista                                                                      | Napoli                  | Seconda classificata |
| Asia Valente         | 25 anni | Influencer                                                                   | Benevento               | Quarta classificata  |
| Mila Suarez          | 34 anni | Modella                                                                      | Casablanca              | Sesta classificata   |
| Elena Morali         | 30 anni | Modella, influencer, personaggio TV, ex concorrente La pupa e il secchione 2 | Ponte San Pietro        | Settima classificata |
| Laura Comaschi       | 23 anni | Ragazza immagine e impiegata                                                 | Pavia                   | Eliminata            |
| Paola Caruso         | 37 anni | Showgirl                                                                     | Catanzaro               | Espulsa              |
| Nicole Di Mario      | 25 anni | Reginetta di bellezza                                                        | Roma                    | Eliminata            |
| Vera Miales          | 36 anni | Personaggio TV                                                               | Moldavia                | Eliminata            |
| Flavia Vento         | 44 anni | Showgirl, ex modella                                                         | Roma                    | Ritirata             |
| I Secchioni          |         |                                                                              |                         |                      |
| Nome                 | Età     | Professione                                                                  | Luogo di nascita        | Stato                |
| Edoardo Baietti      | 27 anni | Attore, docente universitario                                                | Piacenza                | Vincitore            |
| Alessandro De Meo    | 25 anni | Studente                                                                     | Bologna                 | Secondo classificato |
| Mirko Gancitano      | 30 anni | Videomaker, producer                                                         | Mazara del Vallo        | Quarto classificato  |
| Gianmarco Onestini   | 25 anni | Studente, influencer, personaggio TV                                         | Castel San Pietro Terme | Sesto classificato   |
| Aristide Malnati     | 57 anni | Papirologo, giornalista, egittologo, personaggio TV                          | Milano                  | Settimo classificato |
| Orlando Puoti        | 42 anni | Amministratore scolastico, animatore                                         | Gricignano di Aversa    | Eliminato            |
| Ivan Vettoretto      | 21 anni | Studente, programmatore informatico                                          | Torino                  | Eliminato            |
| Nicolò Scalfi        | 23 anni | Giornalista sportivo                                                         | Brescia                 | Eliminato            |

I pupi e le secchione
| I Pupi              | I Pupi  | I Pupi                            | I Pupi           | I Pupi              |
| Nome                | Età     | Professione                       | Luogo di nascita | Stato               |
| ------------------- | ------- | --------------------------------- | ---------------- | ------------------- |
| Francesco Chiofalo  | 33 anni | Influencer                        | Roma             | Terzo classificato  |
| Denis Dosio         | 21 anni | Influencer                        | Forlì            | Quinto classificato |
| Alessio Tripi       | 26 anni | Body builder                      | Firenze          | Eliminato           |
| Le Secchione        |         |                                   |                  |                     |
| Nome                | Età     | Professione                       | Luogo di nascita | Stato               |
| Valentina Matteucci | 23 anni | Studentessa                       | Ancona           | Terza classificata  |
| Annaclara Hellwig   | 28 anni | Docente di geografia e matematica | Trapani          | Quinta classificata |
| Ilaria Bruni        | 28 anni | Programmatrice di videogiochi     | Ascoli Piceno    | Eliminata           |

### La pupa e il secchione 6(2024)
La sesta edizione de La pupa e il secchione è andata in onda dal 10 aprile al 10 maggio 2024 dal Domus Borghese ed è stata presentata dal teatro 7 degli Studios, entrambi a Roma, con la conduzione di Enrico Papi, affiancata dalla giuria composta da Paola Barale, Aldo Montano e Candida Morvillo.
I 18 concorrenti sono rimasti per sei settimane nella villa, e la coppia formata da Federica Della Volpe e Simone Candido vinsero il montepremi finale di 20 000 euro.
Le pupe e i secchioni
| Le Pupe                 | Le Pupe | Le Pupe                                   | Le Pupe                   | Le Pupe              |
| Nome                    | Età     | Professione                               | Luogo di nascita          | Stato                |
| ----------------------- | ------- | ----------------------------------------- | ------------------------- | -------------------- |
| Federica Della Volpe    | 22 anni | Modella                                   | Napoli                    | Vincitrice           |
| Camilla De Berardinis   | 19 anni | Modella                                   | Pescara                   | Seconda classificata |
| Annalisa Saggese        | 21 anni | Modella                                   | Roma                      | Terza classificata   |
| Anastasia Savarese      | 22 anni | Modella                                   | Rimini                    | Quarta classificata  |
| Aurora Travelli         | 23 anni | Modella                                   | Bergamo                   | Eliminata            |
| Rosaria Dell'Aquila     | 26 anni | Content creator, modella                  | Torino                    | Eliminata            |
| Virginia Cavalieri      | 19 anni | Modella                                   | Comacchio                 | Eliminata            |
| Noemi Bertani           | 22 anni | Modella                                   | Legnano                   | Eliminata            |
| Swami Dinoia            | 26 anni | Modella                                   | Barletta                  | Eliminata            |
| I Secchioni             |         |                                           |                           |                      |
| Nome                    | Età     | Professione                               | Luogo di nascita          | Stato                |
| Simone Candido          | 21 anni | Studente universitario                    | Manfredonia               | Vincitore            |
| Andrea Valenza          | 23 anni | Content creator, animatore in oratorio    | Vimercate                 | Secondo classificato |
| Pietro Finucci          | 24 anni | Studente universitario                    | Siena                     | Terzo classificato   |
| Federico Silvio Gorrino | 27 anni | Imprenditore                              | Torino                    | Quarto classificato  |
| Federico Rifugiato      | 25 anni | Insegnante, content creator, imprenditore | Alia                      | Eliminato            |
| Gianluca Lonardo        | 21 anni | Studente universitario                    | San Giovanni in Marignano | Eliminato            |
| Alessio Pino            | 28 anni | Dottorando, traduttore, cartomante        | Napoli                    | Eliminato            |
| Alessandro Pestarino    | 29 anni | Redattore di una rivista, scrittore       | Ovada                     | Ritirato             |
| Pio Savelli             | 21 anni | Studente universitario                    | Foggia                    | Eliminato            |
| Michele Sciamanna       | 29 anni | Content creator                           | Assisi                    | Eliminato            |

## Audience
| Edizione | Rete televisiva | Anno | Stagione          | Programmazione | Programmazione | Programmazione | Programmazione | Programmazione | Programmazione | Programmazione | Collocazione | Media auditel  | Media auditel | Premiere       | Premiere | Finale         | Finale |
| Edizione | Rete televisiva | Anno | Stagione          | L              | M              | M              | G              | V              | S              | D              | Collocazione | Telespettatori | Share         | Telespettatori | Share    | Telespettatori | Share  |
| -------- | --------------- | ---- | ----------------- | -------------- | -------------- | -------------- | -------------- | -------------- | -------------- | -------------- | ------------ | -------------- | ------------- | -------------- | -------- | -------------- | ------ |
| 1ª       | Italia 1        | 2006 | estate-autunno    |                |                |                |                |                |                |                | Prima serata | 3 114 000      | 16,22%        | 3 090 000      | 17,82%   | 3 409 000      | 17,48% |
| 2ª       | Italia 1        | 2010 | primavera         |                |                | 2 672 000      | 15,48%         | 2 736 000      | 15,90%         | 3 044 000      | Prima serata | 18,82%         |               |                |          |                |        |
| 3ª       | Italia 1        | 2020 | inverno           |                |                |                | 1 899 000      | 9,80%          | 2 565 000      | 13,10%         | Prima serata | 1 642 000      | 8,80%         |                |          |                |        |
| 4ª       | Italia 1        | 2021 | inverno           |                |                | 1 533 000      | 8,01%          | 1 790 000      | 9,65%          | 1 379 000      | Prima serata | 7,41%          |               |                |          |                |        |
| 5ª       | Italia 1        | 2022 | inverno-primavera |                |                | 1 355 000      | 9,15%          | 2 003 000      | 12,62%         | 1 253 000      | Prima serata | 9,80%          |               |                |          |                |        |
| 6ª       | Italia 1        | 2024 | primavera         |                |                |                | 715 000        | 4,63%          | 957 000        | 5,87%          | Prima serata | 522 000        | 3,40%         |                |          |                |        |

## Programmi correlati

### Mai dire Pupa
Mai dire Pupa è stato un programma televisivo italiano trasmesso ogni domenica dal 25 aprile al 7 giugno 2010 (ad eccezione dell'ultima puntata, trasmessa di lunedì), con la conduzione della Gialappa's Band. Il programma è andato in onda subito dopo la puntata ed era sullo stile di Mai dire Grande Fratello.

### La pupa e il secchione - Il ritorno - HOT
La pupa e il secchione - Il ritorno - HOT è stato un programma televisivo italiano trasmesso durante la seconda edizione ogni mercoledì in seconda serata dal 28 aprile al 2 giugno 2010, nello stile della striscia quotidiana che ha ripercorso le vicende più hot della settimana.

### Adoro!
Adoro! è stata una webserie italiana disponibile su piattaforme internet, trasmesso sul portale Mediaset Play dal 14 gennaio al 18 febbraio 2020, con la conduzione da Tommaso Zorzi e Giulia Salemi. Nel programma sono stati analizzati e commentati i fatti salienti della terza edizione de La pupa e il secchione, insieme ad ospiti e opinionisti.
Messa in onda
| Anno | Conduzione    | Conduzione    | Periodo         | Periodo          | Puntate | Edizione de La pupa e il secchione |
| Anno | Conduzione    | Conduzione    | Inizio          | Fine             | Puntate | Edizione de La pupa e il secchione |
| ---- | ------------- | ------------- | --------------- | ---------------- | ------- | ---------------------------------- |
| 2020 | Tommaso Zorzi | Giulia Salemi | 14 gennaio 2020 | 18 febbraio 2020 | 5       | La pupa e il secchione 3           |

### Programmazione
| Emittente     | Anno | Stagione | Orario      | Programmazione | Programmazione | Programmazione | Programmazione | Programmazione | Programmazione | Programmazione | Collocazione      |
| Emittente     | Anno | Stagione | Orario      | L              | M              | M              | G              | V              | S              | D              | Collocazione      |
| ------------- | ---- | -------- | ----------- | -------------- | -------------- | -------------- | -------------- | -------------- | -------------- | -------------- | ----------------- |
| Mediaset Play | 2020 | inverno  | 20:45-21:30 |                |                |                |                |                |                |                | Access prime time |

### La pupa e il secchione e viceversa - Riassunto
Durante la terza edizione in contemporanea alla prima serata del Festival di Sanremo 2020, martedì 4 febbraio al posto di una normale puntata è andata in onda una puntata speciale con il meglio delle prime quattro puntate.

### Pupa Party
Pupa Party è stata una webserie italiana disponibile su piattaforme internet, trasmesso sul portale Mediaset Infinity dal 15 marzo al 3 maggio 2022, con la conduzione di Dayane Mello e Andrea Dianetti. Nel programma si analizzano e si commentano i fatti salienti de La pupa e il secchione, insieme ad ospiti e opinionisti.
Messa in onda
| Anno | Conduzione   | Conduzione      | Periodo       | Periodo       | Puntate | Edizione de La pupa e il secchione |
| Anno | Conduzione   | Conduzione      | Inizio        | Fine          | Puntate | Edizione de La pupa e il secchione |
| ---- | ------------ | --------------- | ------------- | ------------- | ------- | ---------------------------------- |
| 2022 | Dayane Mello | Andrea Dianetti | 15 marzo 2022 | 3 maggio 2022 | 8       | La pupa e il secchione 5           |

Programmazione
| Emittente         | Anno | Stagione  | Orario      | Programmazione | Programmazione | Programmazione | Programmazione | Programmazione | Programmazione | Programmazione | Collocazione      | Collocazione |
| Emittente         | Anno | Stagione  | Orario      | L              | M              | M              | G              | V              | S              | D              | Collocazione      | Collocazione |
| ----------------- | ---- | --------- | ----------- | -------------- | -------------- | -------------- | -------------- | -------------- | -------------- | -------------- | ----------------- | ------------ |
| Mediaset Infinity | 2022 | primavera | 20:30-22:30 |                |                |                |                |                |                |                | Access prime time | Prima serata |

### La pupa e il secchione Short
La pupa e il secchione Short è stato un programma televisivo italiano trasmesso durante la quinta edizione dal 16 marzo al 3 maggio 2022 dal lunedì al venerdì alle 13:00 in day-time su Italia 1. Dal 28 marzo al 2 maggio 2022 con lo stesso titolo, la striscia è stata anche trasmessa in seconda serata su Canale 5 il lunedì e il giovedì fino al 14 aprile e in seguito dal 18 aprile al 2 maggio il lunedì e il venerdì, subito dopo la puntata serale de L'isola dei famosi in onda negli stessi giorni citati, nello stile della striscia quotidiana che ripercorre le vicende più hot della settimana.